# Hoher Stein (Bad Elster)

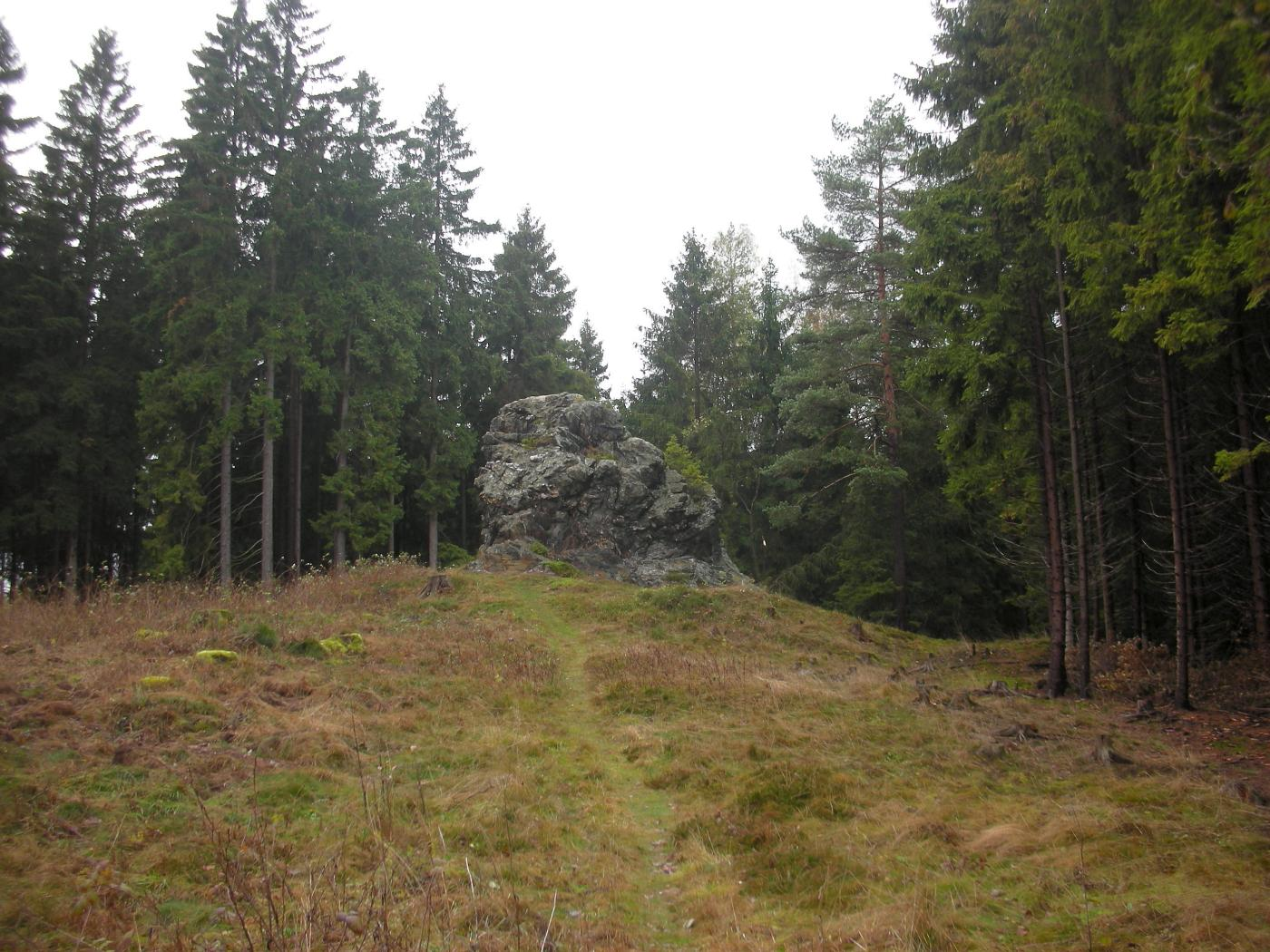
Hoher Stein (Bad Elster)

Der Hohe Stein ist ein alleinstehender Felsen bei Bärenloh, einem Ortsteil von Bad Elster im sächsischen Vogtlandkreis. Er besteht aus Phyllit (griech. phyllon „Blatt“), einem kristallinen, dünnen Schiefer der Epizone. Der Felsen besteht überwiegend aus Quarz und feinschuppigem Muskovit. 
Der Hohe Stein befindet sich auf der Gemarkung von Adorf am Wanderweg Westring (auch D-Weg genannt) in der Nähe des Waldcafés. Das Gebiet um Bad Elster gehört zum Elstergebirge.